# Pouště
Pouště jsou vesnice, část obce Mokrovraty v okrese Příbram ve Středočeském kraji. Nachází se asi 1,5 kilometru jihozápadně od Mokrovrat. Pouště jsou také název katastrálního území o rozloze 3 km².

## Historie
První písemná zmínka o vesnici pochází z roku 1603.

## Obyvatelstvo
| Rok            | 1869 | 1880 | 1890 | 1900 | 1910 | 1921 | 1930 | 1950 | 1961 | 1970 | 1980 | 1991 | 2001 | 2011 | 2021 |
| -------------- | ---- | ---- | ---- | ---- | ---- | ---- | ---- | ---- | ---- | ---- | ---- | ---- | ---- | ---- | ---- |
| Počet obyvatel | 107  | 108  | 117  | 93   | 87   | 84   | 78   | 73   | 64   | 79   | 69   | 63   | 108  | 207  | 246  |
| Počet domů     | 15   | 16   | 16   | 17   | 17   | 17   | 17   | 31   | 17   | 19   | 18   | 24   | 34   | 60   | 72   |

## Obecní správa
Při sčítání lidu v letech 1850–1920 Pouště byly osadou obce Mokrovraty v okrese Příbram. V letech 1921–1975 byly samostatnou obcí, se kterým patřily nejprve do okresu Příbram, ale v roce 1950 v okrese Dobříš a od roku 1960 opět v okrese Příbram. Od 1. ledna 1976 jsou opět částí obce Mokrovraty v okrese Příbram.